# Piaski (gromada w powiecie radomszczańskim)
Piaski – dawna gromada, czyli najmniejsza jednostka podziału terytorialnego Polskiej Rzeczypospolitej Ludowej w latach 1954–1972.
Gromady, z gromadzkimi radami narodowymi (GRN) jako organami władzy najniższego stopnia na wsi, funkcjonowały od reformy reorganizującej administrację wiejską przeprowadzonej jesienią 1954 do momentu ich zniesienia z dniem 1 stycznia 1973, tym samym wypierając organizację gminną w latach 1954–1972.
Gromadę Piaski siedzibą GRN w Piaskach utworzono – jako jedną z 8759 gromad na obszarze Polski – w powiecie radomszczańskim w woj. łódzkim, na mocy uchwały nr 36/54 WRN w Łodzi z dnia 4 października 1954. W skład jednostki weszły obszary dotychczasowych gromad Borowa, Kajetanowice i Piaski ze zniesionej gminy Garnek w tymże powiecie. Dla gromady ustalono 12 członków gromadzkiej rady narodowej.
Gromadę zniesiono 1 stycznia 1958, a jej obszar włączono do gromad: Gidle (wieś Borowa i osada leśna Borowa) i Garnek (wieś Kajetanowice i wieś Piaski).